# Sept-Frères
Sept-Frères és un municipi francès situat al departament de Calvados i a la regió de Normandia. L'any 2007 tenia 345 habitants.

## Demografia

### Població
El 2007 la població de fet de Sept-Frères era de 345 persones. Hi havia 152 famílies de les quals 44 eren unipersonals (32 homes vivint sols i 12 dones vivint soles), 60 parelles sense fills, 40 parelles amb fills i 8 famílies monoparentals amb fills.
La població ha evolucionat segons el següent gràfic:
Habitants censats

### Habitatges
El 2007 hi havia 184 habitatges, 155 eren l'habitatge principal de la família, 19 eren segones residències i 10 estaven desocupats. 182 eren cases i 1 era un apartament. Dels 155 habitatges principals, 113 estaven ocupats pels seus propietaris, 41 estaven llogats i ocupats pels llogaters i 1 estava cedit a títol gratuït; 13 tenien dues cambres, 29 en tenien tres, 36 en tenien quatre i 77 en tenien cinc o més. 147 habitatges disposaven pel capbaix d'una plaça de pàrquing. A 79 habitatges hi havia un automòbil i a 66 n'hi havia dos o més.

### Piràmide de població
La piràmide de població per edats i sexe el 2009 era:
| Homes | Edats   | Dones |
| ----- | ------- | ----- |
| 0     | 95 o +  | 0     |
| 0     | 90 a 94 | 0     |
| 0     | 85 a 89 | 0     |
| 0     | 80 a 84 | 0     |
| 4     | 75 a 79 | 4     |
| 24    | 70 a 74 | 16    |
| 12    | 65 a 69 | 16    |
| 4     | 60 a 64 | 12    |
| 4     | 55 a 59 | 8     |
| 0     | 50 a 54 | 4     |
| 20    | 45 a 49 | 24    |
| 24    | 40 a 44 | 12    |
| 20    | 35 a 39 | 12    |
| 8     | 30 a 34 | 8     |
| 16    | 25 a 29 | 8     |
| 12    | 20 a 24 | 8     |
| 16    | 15 a 19 | 16    |
| 16    | 10 a 14 | 12    |
| 8     | 5 a 9   | 8     |
| 8     | 0 a 4   | 4     |

## Economia
El 2007 la població en edat de treballar era de 203 persones, 159 eren actives i 44 eren inactives. De les 159 persones actives 150 estaven ocupades (82 homes i 68 dones) i 9 estaven aturades (4 homes i 5 dones). De les 44 persones inactives 20 estaven jubilades, 9 estaven estudiant i 15 estaven classificades com a «altres inactius».

### Ingressos
El 2009 a Sept-Frères hi havia 152 unitats fiscals que integraven 370 persones, la mediana anual d'ingressos fiscals per persona era de 14.601,5 €.

### Activitats econòmiques
Dels 9 establiments que hi havia el 2007, 3 eren d'empreses alimentàries, 1 d'una empresa de fabricació d'altres productes industrials, 2 d'empreses de comerç i reparació d'automòbils, 1 d'una empresa financera i 2 d'empreses de serveis.
L'únic establiment comercial que hi havia el 2009 era una fleca.
L'any 2000 a Sept-Frères hi havia 25 explotacions agrícoles que ocupaven un total de 880 hectàrees.

## Poblacions més properes
El següent diagrama mostra les poblacions més properes.